# Beta Trianguli
Désignations
Beta Trianguli (β Tri / β Trianguli) est l'étoile la plus brillante de la constellation du Triangle. En astronomie chinoise, cette étoile fait partie de l'astérisme Tianda jiangjun, représentant un militaire de haut rang éventuellement accompagné de ses hommes. Sa magnitude apparente est de +3,00. Elle est à environ 124 années-lumière de la Terre.
Beta Trianguli est une étoile binaire spectroscopique à raies doubles avec une période orbitale de 31,39 jours et une excentricité de 0,53. Sa composante primaire est une géante blanche de type A .